# 古拉薩達鄉
45°57′00″N 22°35′00″E / 45.95°N 22.5833°E
古拉薩達鄉（羅馬尼亞語：Comuna Gurasada, Hunedoara），是羅馬尼亞的鄉份，位於該國西部，由胡內多阿拉縣負責管轄，面積93平方公里，海拔高度180米，2007年人口1,622，人口密度每平方公里17人。